# Нижний Биябаш
Ни́жний Бияба́ш (тат. Түбән Бөябашы) — село в Апастовском районе Республики Татарстан, в составе Шамбулыхчинского сельского поселения.

## Этимология названия
Топоним произошел от татарского слова «түбән» (нижний), гидрографического термина «бөя» (плотина) и слова тюрко-татарского происхождения «баш» (исток)

## География
Деревня находится на реке Бия, в 16 км к северо-западу от районного центра, посёлка городского типа Апастово. Через село проходит автомобильная дорога регионального значения 16К-0360 «"Уланово - Каратун" - Большие Кайбицы».

## История
Село известно с 1647–1651 годов. В дореволюционных источниках упоминается также под названием Бибеево-Биабаши.
В XVIII – первой половине XIX веков жители относились к категории государственных крестьян. Основные занятия жителей в этот период – земледелие и скотоводство.
В начале XX века в селе функционировали мечеть, 4 ветряные мельницы, 3 мелочные лавки. В этот период земельный надел сельской общины составлял 647 десятин.
До 1920 года село входило в Шамбулыхчинскую волость Тетюшского уезда Казанской губернии. С 1920 года в составе Тетюшского, с 1927 года – Буинского кантонов ТАССР. С 10 августа 1930 года в Апастовском, с 1 февраля 1963 года в Буинском, с 4 марта 1964 года в Апастовском районах.
С 1930 года село входило в колхоз «Корыч кул».

## Население
| 1782 | 1859 | 1897 | 1908 | 1920 | 1926 | 1938 | 1949 | 1958 | 1970 | 1979 | 1989 | 2002 | 2010 | 2015 |
| ---- | ---- | ---- | ---- | ---- | ---- | ---- | ---- | ---- | ---- | ---- | ---- | ---- | ---- | ---- |
| 57   | 353  | 620  | 769  | 771  | 540  | 650  | 510  | 498  | 516  | 399  | 251  | 239  | 205  | 206  |

Национальный состав села: татары.

## Экономика
Жители работают преимущественно в сельскохозяйственном предприятии «Ибрагимов и Ко», занимаются полеводством, молочным скотоводством.

## Объекты культуры и медицины
В селе действуют фельдшерско-акушерский пункт, сельский клуб.

## Религиозные объекты
Мечеть (1994 год).